# Odontomyia alolena
Odontomyia alolena är en tvåvingeart som först beskrevs av Seguy 1930.  Odontomyia alolena ingår i släktet Odontomyia och familjen vapenflugor.
Artens utbredningsområde är Marocko. Inga underarter finns listade i Catalogue of Life.